# Pedro Augusto dos Santos Souza
Pedro Augusto dos Santos Souza más conocido como Pedrinho (Petrópolis, Brasil, 21 de noviembre de 1991), es un futbolista brasileño, pertenece a la agencia de representación Aspisal Sports,  se desempeña como mediocampista y actualmente milita en el  Diriangén Fútbol Club de la Primera División de Nicaragua.

## Clubes
| Club                           | País       | Año                                |
| ------------------------------ | ---------- | ---------------------------------- |
| Club Deportivo Walter Ferretti | Nicaragua  | 2013 - 2015                        |
| Municipal Pérez Zeledón        | Costa Rica | 2016 Gonçalense Brasil 2015 - 2016 |
| Club Deportivo Walter Ferretti | Nicaragua  | 2016 - 2017                        |
| Diriangén Fútbol Club          | Nicaragua  | 2017 - 2018                        |

## Palmarés

### Campeonatos nacionales
| Título                                | Club                     | Resultado |
| ------------------------------------- | ------------------------ | --------- |
| Campeonato Carioca de Futebol de 2014 | Gonçalense Futebol Clube | Campeón   |